# Li Caixia
Li Caixia (chinesisch 李彩霞, * 23. August 1987 in Xi’an) ist eine ehemalige chinesische Leichtathletin, die sich auf den Stabhochsprung spezialisiert hat.

## Sportliche Laufbahn
Erste internationale Erfahrungen sammelte Li Caixia im Jahr 2009, als sie bei den Asienmeisterschaften in Guangzhou mit übersprungenen 4,30 m die Goldmedaille im Stabhochsprung gewann. Im Jahr darauf schied sie bei den Hallenweltmeisterschaften in Doha mit 4,20 m in der Qualifikationsrunde aus und Anfang September wurde sie dann beim Continentalcup in Split mit 4,50 m Vierte. Daraufhin nahm sie an den Asienspielen in Guangzhou teil und siegte dort mit einer Höhe von 4,30 m. 2012 klassierte sie sich bei den Hallenasienmeisterschaften in Hangzhou mit 3,80 m auf dem sechsten Platz und im September 2013 bestritt sie bei den Nationalen Spielen in Shenyang ihren letzten offiziellen Wettkampf und beendete daraufhin ihre aktive sportliche Karriere im Alter von 26 Jahren.
2010 wurde Li chinesische Meisterin im Stabhochsprung im Freien sowie 2011 in der Halle.

## Persönliche Bestleistungen
- Stabhochsprung: 4,50 m, 4. September 2010 in Split
  - Stabhochsprung (Halle): 4,20 m, 12. März 2010 in Doha